# Frank Townsend Hutchens

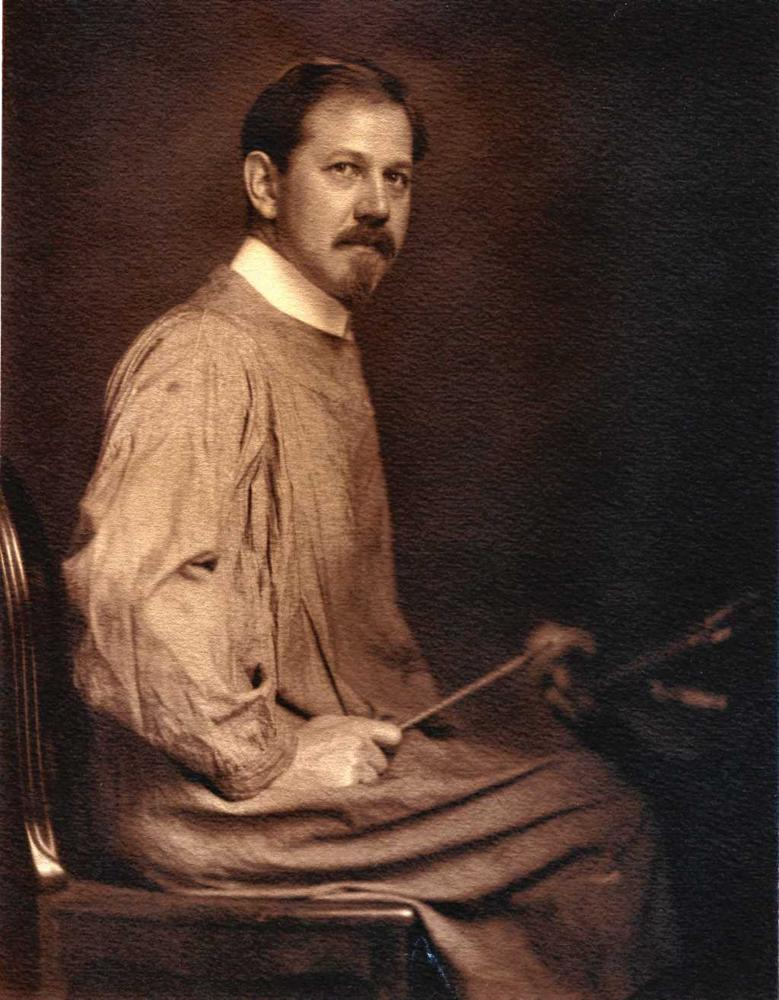
Frank Townsend Hutchens: Selbstporträt

Frank Townsend Hutchens (* 7. Juni 1869 in Canandaigua, New York; † 6. Februar 1937 in Silvermine, Connecticut) war ein US-amerikanischer Maler und Grafiker.

## Leben
Frank Townsend Hutchens wurde als Sohn von Hiram und Mary Abigail Hutchens geboren. Er wuchs mit vier Geschwistern – William Conger, Henry, Clara Abigail und Floyd Grant – in Canandaigua auf. Die Stadt liegt am Nordende des Seneca Lake. Bereits im Alter von zwölf Jahren zeigte Hutchens ein ausgeprägtes Interesse an der Kunst. Früh gefördert wurde er durch die lokale Künstlerin Sara A. Saunders. Während seiner Schulzeit an der Canandaigua Academy wurde er insbesondere von Lucy B. Stowe unterrichtet. Sie förderte seine Fähigkeiten in verschiedenen Techniken, darunter Federzeichnung, Aquarell, Kreide und Tusche, und ermutigte ihn, an Kunstausstellungen auf regionalen Jahrmärkten teilzunehmen. Im Jahr 1887 schenkte Hutchens seinem älteren Bruder William zur Hochzeit ein Skizzenbuch mit Landschaftszeichnungen, die unter anderem Szenen aus Brushton in New York zeigten. Zu diesem Zeitpunkt war Hutchens 18 Jahre alt. In den folgenden Jahren nahm Hutchens Unterricht bei Alexander Van Laer, einem aus Auburn (New York) stammenden Landschaftsmaler und Dozenten an der School of American Artists. Van Laer bestärkte Hutchens darin, seine künstlerische Ausbildung in Europa fortzusetzen.
Im Juni 1891 reiste Hutchens schließlich nach Paris, wo er Mitglied der Paris Association of American Artists war. 1922 stellte er in den Babcock Galleries in New York ein bemerkenswertes Gemälde aus, das ein Frühstück auf der Veranda seines Hauses in Connecticut zeigte. 1909 waren Hutchens und seine Frau in das ländliche Norwalk gezogen, wo sich später die Silvermine Art Colony bildete. Er ersteigerte die sogenannte Old Mill, die er in sein Zuhause und Atelier, das er Red Mill nannte, verwandelte. Zusammen mit John Kenneth Byard kaufte er Land und renovierte verfallene Gebäude, um eine einladende Umgebung zu schaffen. Hutchens stellte regelmäßig in Gruppenausstellungen in Silvermine aus und nutzte gelegentlich sein eigenes Haus als Ausstellungsgalerie.

## Werk

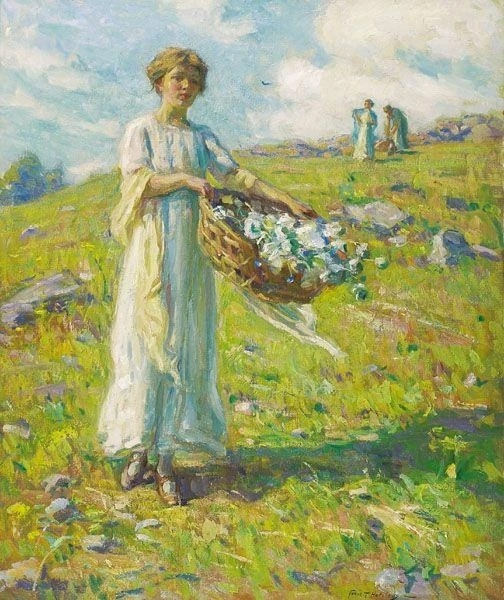
Frank Townsend Hutchens: Youth

Frank Townsend Hutchens wurde vor allem für seine Landschaften, Porträts und Stillleben bekannt. Seine Arbeiten zeichnen sich durch einen impressionistischen Stil aus, der eine lebendige Farbpalette mit einer lockeren Pinselführung vereint. Neben der Malerei schuf er auch Druckgrafiken. In Hutchens' Werken sind häufig Szenen aus Silvermine und der ländlichen Umgebung von Connecticut zu sehen.